# Оксатр Перський
Оксатр, Оксіатр або Ваксшуварда (*Hu–xšaθra, бл. 375 до н. е. — після 324 до н. е.) — військовий та державний діяч Перської імперії. Ім'я перекладається як «Той, що добре керує».

## Життєпис
Походив з династії Ахеменідів. Був молодшим сином перського аристократа Арсама II. Втім після 358 року до н. е. родина опинилася десь на прикордонних сатрапіях. Разом з братом Дарієм розпочав відновлювати вплив свого роду.
Після сходження у 336 році до н. е. брата на царський трон Персії Оксатр значно піднісся. Разом з іншими військовиками брав участь у війні з військами Олександра Македонського, що вдерлися до імперії. Особливо Оксатр звитяжив у битві при Іссі 333 року до н. е., коли відбив напад македо-фессалійської кінноти, чим врятував Дарія III, що зумів відступити з поля бою.
В подальшому супроводжував царя до Вавилону. У 331 до н. е. брав участь у битві при Гавгамелах. Після поразки супроводжував царя до сатрапії Арія. Згодом потрапив у полон до македонян. Втім Олександр Македонський дарував Оксатру волю та посади при своєму дворі. Подальша доля невідома. Можливо брав участь у Великому весіллі, де його донька вийшла заміж за Кратера.

## Родина
- Бєсс, відомий також як Артаксеркс V
- Амастріда, дружина: 1) діадоха Кратера; 2) Діонісія, царя Гераклеї Понтійської